# Géographie du Burkina Faso
Le Burkina Faso est entouré au nord-ouest par le Mali, à l'est-nord-est par le Niger,  à l'est-sud-est par le Bénin, au sud-est par le Togo, au sud par le Ghana et au sud-ouest par la Côte d'Ivoire. Il n'a donc pas de débouché sur la mer.
C'est un pays très plat, puisque le point culminant est le Tenakourou à 747 m à l'ouest.

## Climat - Régions naturelles

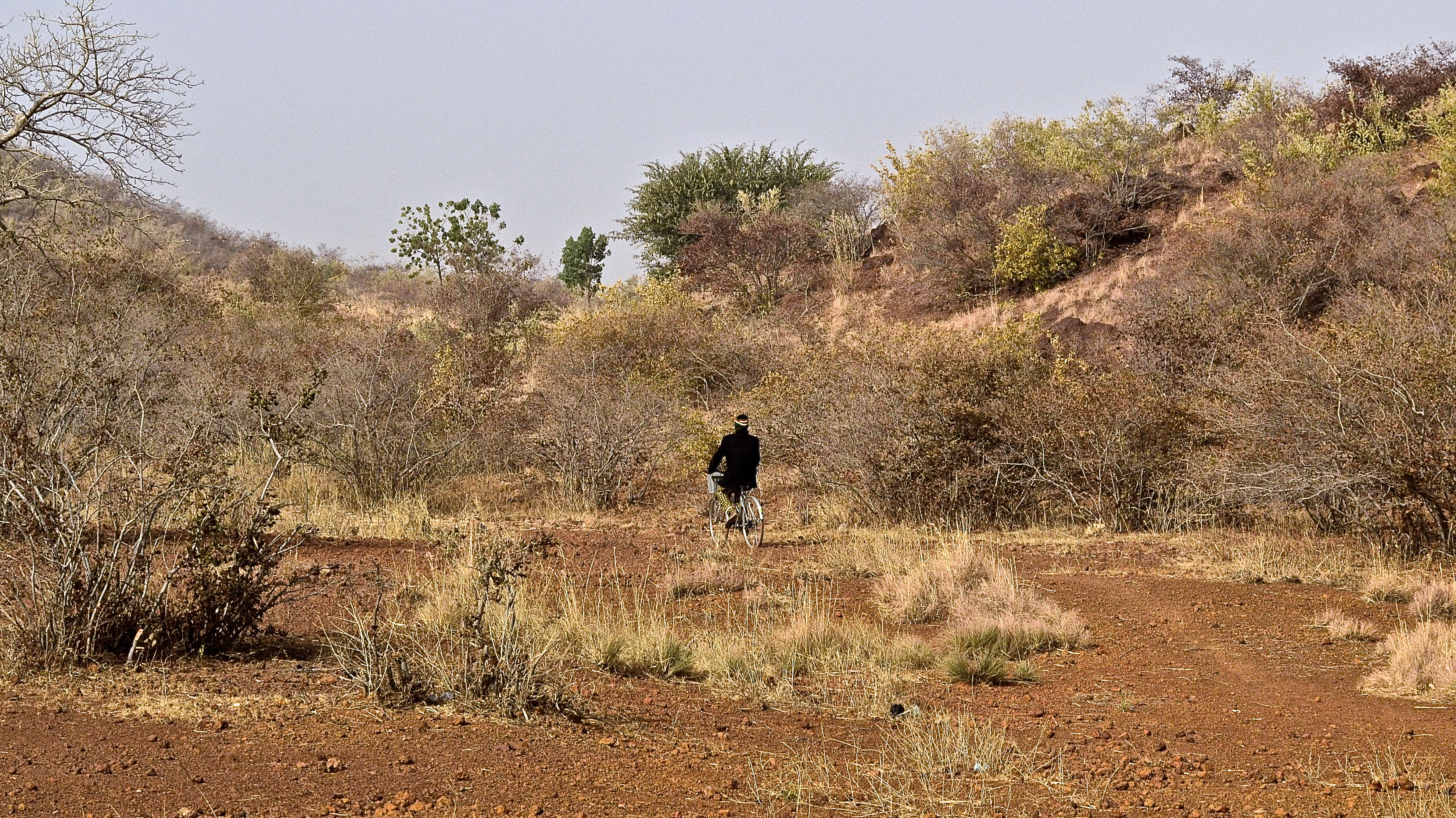
Déplacement à bicyclette dans un paysage plat et sec.

Ayant un climat tropical, le pays n'a que deux saisons, une saison sèche et une saison des pluies.
Le pays est un dégradé de ce qu'on peut trouver en Afrique : la pointe nord est désertique, avec le Sahel, et se transforme graduellement en savane lorsqu'on va vers le sud. On y trouve même des forêts (région de Bobo-Dioulasso et Banfora ainsi que vers Gaoua et les frontières ivoiro-ghanéennes).

## Bilan hydrique du Burkina Faso
Les précipitations tombant sur le pays sont médiocres en moyenne ; elles alimentent des cours d'eau peu puissants qui coulent presque tous vers les pays voisins du sud.
D'après Aquastat, la hauteur d'eau annuelle moyenne des précipitations est de 748 millimètres, soit pour une superficie de 274 000 kilomètres carrés, un volume de précipitations annuelles de 204,95 kilomètres cubes, arrondis à 205 km3 (France métropolitaine : 477,99 km3).
De ce volume précipité, l'évapo-transpiration et les infiltrations consomment quelque 197 km3. Restent 8 kilomètres cubes de ressources d'eau superficielle produites sur le territoire du pays (en interne). De plus une quantité renouvelable de 4,5 kilomètres cubes d'eau souterraine est produite chaque année, en interne également.
Le pays ne reçoit pas de supplément d'eau provenant de pays voisins. Les ressources totales en eau du pays se montent donc à 12,5 kilomètres cubes (1 km3 = 1 milliard de m3).
La quantité d'eau disponible (qui comprend l'ensemble des ressources créées en interne, plus les apports extérieurs éventuels) est de 12,5 km3 par an, soit pour une population de quelque 15 millions, un peu plus de 800 m3 par habitant et par an; ce qui peut être considéré comme faible mais suffisant actuellement. La répartition spatiale des disponibilités en eau étant cependant très inégale, il est probable que de gros investissements dans la gestion de l'eau seront nécessaires dans les prochaines décennies.
On considère que la totalité de ce volume d'eau produit au Burkina Faso quitte le territoire, et ce à destination des pays suivants :
- Ghana : 8,7 km3 par an (il s'agit du débit des affluents de la Volta)
- Côte d'Ivoire : 1,3 km3 (Comoé et Volta Noire notamment)
- Niger 1,3 km3 (il s'agit des débits de plusieurs petites rivières, comme le Mékrou, le Gorouol ou le Goroubi)
- Togo 1,2 km3 (dont la Pendjari)

## Découpage administratif
Le Burkina Faso est divisé en 45 provinces regroupées dans les 13 régions. Chacune de ces provinces est elle-même divisée en plusieurs départements.
Chacun des départements inclut une unique commune (homonyme) pour regrouper et gérer localement les espaces habités (villes ou villages) du département. Ces départements sont de trois types :
- les communes rurales n'incluent que des villages, non administrativement subdivisés ; cependant il existe aussi des villages ou hameaux isolés qui leur sont rattachés (car ils sont trop dépeuplés), et certains nouveaux villages (temporairement sans statut administratif) apparaissent et continuent à se former autour des zones les plus urbanisées ;
- les communes urbaines incluent également des villes divisées en secteurs urbains ;
- les deux communes urbaines à statut particulier de Ouagadougou (actuelle capitale nationale) et de Bobo-Dioulasso (la capitale historique), incluent la ville chef-lieu divisée également en secteurs urbains, mais les secteurs urbains (et les autres villages dans le cas de Bobo-Dioulasso) sont eux-mêmes regroupés en arrondissements (qui forment une subdivision supplémentaire du département et la commune).